# Étoile bleu-blanc de la séquence principale
Une étoile bleu-blanc de la séquence principale est une étoile de type spectral BV. B est le type spectral à proprement parler, qui lui donne son nom de bleu-blanc, et V (lire « cinq » en chiffres romains) est sa classe de luminosité, signifiant que c'est une « étoile naine », à comprendre ici dans le sens d'étoile de la séquence principale. L'expression naine bleu-blanc est parfois, quoique rarement, utilisé. 
Ce sont des étoiles dont la masse va de 2 à 16 fois celle du Soleil et leur température varie entre 10 000 et 30 000 kelvins. Les étoiles de type B sont très lumineuses et chaudes, donnant leur couleur bleue. Leurs spectres possèdent des raies d'hélium neutre, qui sont les plus marquées au sein de la sous-classe B2, et des raies de l'hydrogène modérément marquées. Achernar et Algol A sont des exemples d'étoiles de type BV.

## Description
| Type spectral | Masse (M☉) | Rayon (R☉) | Luminosité (L☉) | Température effective (K) | Indice de couleur (B − V) |
| ------------- | ---------- | ---------- | --------------- | ------------------------- | ------------------------- |
| B0V           | 17,70      | 7,16       | 44 668          | 31 400                    | -0,301                    |
| B1V           | 11,00      | 5,71       | 13 490          | 26 000                    | -0,278                    |
| B2V           | 7,30       | 4,06       | 2 692           | 20 600                    | -0,215                    |
| B3V           | 5,40       | 3,61       | 977             | 17 000                    | -0,178                    |
| B4V           | 5,10       | 3,46       | 776             | 16 400                    | -0,165                    |
| B5V           | 4,70       | 3,36       | 589             | 15 700                    | -0,156                    |
| B6V           | 4,30       | 3,27       | 372             | 14 500                    | -0,140                    |
| B7V           | 3,92       | 2,94       | 302             | 14 000                    | -0,128                    |
| B8V           | 3,38       | 2,86       | 155             | 12 300                    | -0,109                    |
| B9V           | 2,75       | 2,49       | 72              | 10 700                    | -0,070                    |

Cette classe d'étoiles est introduite avec la séquence de Harvard des spectres stellaires, publiée dans le catalogue du Harvard Revised Photometry Catalogue. Les étoiles de type B sont définies par la présence de raies de l'hélium non-ionisé combinées à l'absence de l'hélium ionisé une fois dans la partie bleue-violet du spectre. Toutes les classes spectrales, y compris celles du type B, ont été subdivisées par le biais d'un suffixe numérique qui marque le degré auquel elles s'approchent de la classification suivante. Ainsi B2 est à 1/5 du chemin allant du type B (ou B0) au type A,.
Cependant, des spectres plus précis ont par la suite montré qu'il existait des raies de l'hélium ionisé au sein des étoiles de type B0. De même, des étoiles de type A0 ont montré de faibles raies de l'hélium non-ionisé. Des catalogues de spectres stellaires ultérieurs ont donc classé les étoiles selon la force de certaines raies d'absorption à des fréquences spécifiques, ou en comparant la force de différentes raies. Ainsi, dans la classification MKK, la classe spectrale B0 se caractérise par la raie à la longueur d'onde de 439 nm qui est plus forte que la raie à 420 nm. La série de Balmer des raies de l'hydrogène se renforce dans la classe B, avant de culminer au type A2. Les raies de silicium ionisé sont utilisées pour déterminer les sous-classes des étoiles de type B, tandis que les raies du magnésium sont utilisées pour différencier les classes de températures.
Les étoiles de type B ne possèdent pas de couronne et n'ont pas de zone de convection dans leur atmosphère externe. Elles perdent de la masse à une taux plus élevé que les étoiles plus petites telles que le Soleil, et leurs vents stellaires possèdent des vitesses d'environ 3 000 km/s. L'énergie des étoiles de type B sur la séquence principale est produite par le cycle CNO de la fusion thermonucléaire. Étant donné que le cycle CNO est très sensible à la température, la génération de l'énergie est fortement concentrée au centre de l'étoile, ce qui crée une zone de convection autour de son noyau. Il en résulte un mélange constant de l'hydrogène combustible avec l'hélium, sous-produit de la fusion nucléaire. Un grand nombre d'étoiles de type B possèdent une rotation rapide, avec une vitesse de rotation équatoriale de 200 km/s en moyenne.

## Étoiles standard
Les auteurs de la classification de Yerkes révisée (Johnson et Morgan 1953) ont recensé dans leur atlas une grille dense d'étoiles standard pour les naines de type B ; cependant, elles n'ont pas toutes survécu jusqu'à ce jour comme standards. Les « points d'ancrage » de cette classification spectrale MK parmi les étoiles bleu-blanc de la séquence principale, c'est-à-dire les étoiles standard qui sont restées inchangées depuis au moins les années 1940, sont Upsilon Orionis (B0 V), Eta Aurigae (B3 V) et Eta Ursae Majoris (B3 V),.
En plus de ces points d'ancrages, la révision critique de la classification MK par Morgan et Keenan (1973) a recensé comme « dagger standards » Tau Scorpii (B0 V), Omega1 Scorpii (B1 V), 42 Orionis (B1 V), 22 Scorpii (B2 V), Rho Aurigae (B5 V) et 18 Tauri (B8 V). L'atlas révisé des spectres de la classification MK de Morgan, Abt, & Tapscott (1978) a également contribué en donnant comme standards Beta2 Scorpii (B2 V), 29 Persei (B3 V), HD 36936 (B5 V) et HD 21071 (B7 V). 
Gray et Garrison (1994) ont contribué à deux standards de type B9 V : Omega Fornacis A et HR 2328. Le seul standard publié pour le type B4 V est 90 Leonis,
d'après Lesh (1968). Il y peu de consensus dans la littérature scientifique sur le choix d'un standard pour le type B6 V.

## Étoiles Be et B[e]

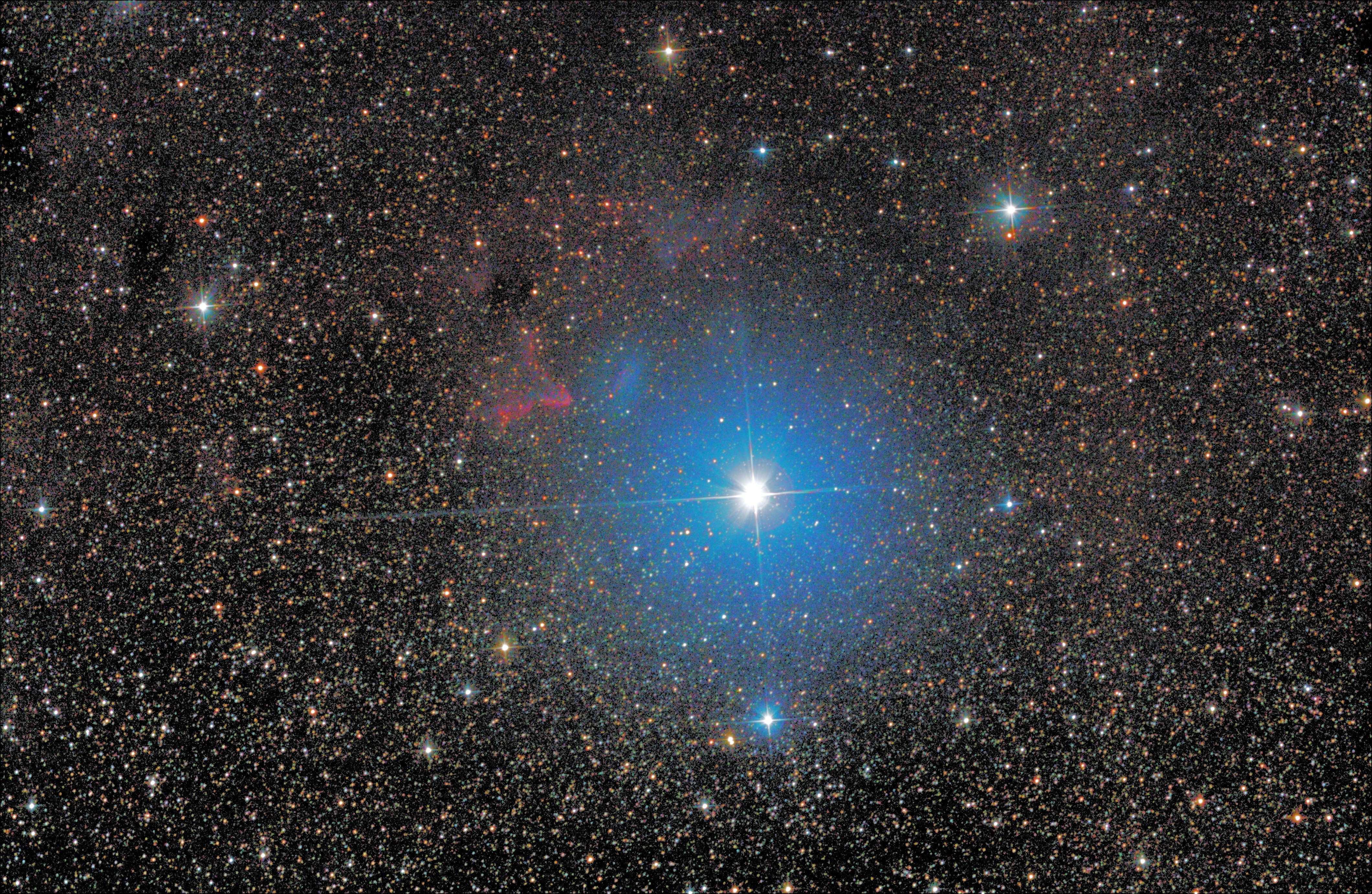
Gamma Cassiopeiae, une étoile Be qui est également le prototype des variables de type Gamma Cassiopeiae.

Les objets spectraux connus comme les « étoiles Be » sont des étoiles massives mais non supergéantes qui sont  caractérisées par, ou qui ont eu à un moment ou à un autre, une ou plusieurs raies de Balmer en émission. Les séries de rayonnement électromagnétique liées à l'hydrogène et projetées par les étoiles présentent un intérêt scientifique particulier.
Les étoiles Be présentent en général des vents stellaires inhabituellement forts, des températures de surface élevées, et une érosion significative de leur masse stellaire due à leur rotation qui s'effectue à une vitesse singulièrement rapide, tout cela en opposition par rapport à de nombreuses autres étoiles sur la séquence principale.
D'autres objets connus comme les étoiles B[e] se distinguent des étoiles Be par la présence de raies en émission discriminantes neutres ou faiblement ionisées et qui sont considérées comme possédant des « mécanismes interdits », ce qui est dénoté par l'utilisation de crochets. En d'autres termes, les émissions de ces étoiles particulières apparaissent subir des processus qui ne sont normalement pas permis par la théorie de la perturbation du 1er ordre en mécanique quantique. La définition d'une étoile B[e] peut inclure des objets qui sont assez grands pour entrer dans le territoire des géantes et supergéantes bleues, au-delà de la taille des étoiles normales sur la séquence principale.

## Particularités chimiques
Quelques étoiles de type BV appartenant aux classes stellaires B0–B3 montrent des raies inhabituellement fortes de l'hélium non-ionisé. Ces étoiles chimiquement particulières sont dénommées les étoiles à hélium. Elles possèdent souvent de forts champs magnétiques stellaires dans leurs photosphères. À l'inverse, il existe également des étoiles de type B pauvres en hélium qui ont des raies de l'hélium inhabituellement faibles et un spectre de l'hydrogène fort. D'autres étoiles chimiquement particulières de type B sont les étoiles à mercure et manganèse de type spectraux B7–B9. Enfin, les étoiles Be précédemment décrites montrent un spectre d'émission de l'hydrogène proéminent.

## Planètes
Quelques étoiles de type B sont connues posséder des exoplanètes. Parmi celles-ci on peut nommer HIP 78530, ainsi que la sous-géante un peu plus évoluée Kappa Andromedae.